# Neoechinorhynchus paraguayensis
Neoechinorhynchus paraguayensis är en hakmaskart som beskrevs av Machado 1959. Neoechinorhynchus paraguayensis ingår i släktet Neoechinorhynchus och familjen Neoechinorhynchidae. Inga underarter finns listade i Catalogue of Life.